# A figyelők
A figyelők (eredeti cím: The Watchers) 2024-es amerikai természetfeletti horrorfilm, amelyet Ishana Night Shyamalan írt és rendezett (rendezői debütálás), A. M. Shine 2022-ben megjelent azonos című regénye alapján. A film egyik társproducere M. Night Shyamalan volt. A főbb szerepekben Dakota Fanning, Georgina Campbell, Olwen Fouéré és Oliver Finnegan látható.
Amerikában 2024. június 7-én mutatták be a mozikban. Magyarországon egy nappal hamarabb, június 6-án jelent meg az InterCom Zrt. forgalmazásában. Általánosságban negatív véleményeket kapott a kritikusoktól, és világszerte 51,2 millió dolláros bevételt szerzett.

## Cselekmény
Mina amerikai bevándorló, aki egy írországi állatkereskedésben dolgozik, próbálja feldolgozni édesanyja halálát, eközben eltávolodik ikertestvérétől. A főnöke arra kéri, szállítson le egy értékes aranyszínű papagájt. Útközben Mina autója lerobban, és egy hatalmas elhagyatott erdőben reked. Miután szokatlan zajokat hall, követni kezd egy Madeline nevű idős nőt, bunkerszerű, a "Ketrec" becenévre hallgató épületbe, ahol találkozik két másik lakóval, Ciarával és Daniellel. Madeline elmagyarázza neki, hogy egy titokzatos csoport, az úgynevezett "Figyelők" minden éjjel figyeli őket a Ketrec tükörüvegén keresztül.
Másnap Mina rájön, nem hagyhatja el az erdőt, és Madeline elmagyarázza a szabályokat: éjszaka a Figyelők mindenkit megölnek a Ketrecen kívül, és senki sem léphet be az erdő alatt kialakított alagutakba, ahol a Figyelők napközben a fotofóbiájuk miatt tartózkodnak. A csoport már több hónapja az erdőben rekedt, és még nem találkoztak egyetlen Figyelővel sem. Ciara férje, John napokkal ezelőtt elhagyta a Ketrecet, de azóta sem tért vissza. Mina csatlakozik Ciarához és Danielhez, de összetűzésbe kerül Madeline-nel, aki engedelmesen követi a Figyelők szabályait. Mina és Daniel felfedeznek egy odút, és több tárgyat, köztük egy régi biciklit és egy videókamerát; amikor meglátnak egy, a napfényben lángoló Figyelőt, elmenekülnek. John megjelenik a Ketrecben, de Madeline nem engedi be, mert úgy véli, ő egy Figyelő. Amikor "John" nem tudja igazolni a kilétét Ciara előtt, megtámadják. A Figyelők betörik a Ketrec tükörüvegének egy részét; Madeline visszaviszi a talált tárgyakat az oduba, hogy megnyugtassa a Figyelőket.
A tél beköszöntével a csoport egymás ellen kezd fordulni. Daniel éjszakára kizárja Minát és Madeline-t a Ketrecből, így kénytelenek az erdőben menedéket keresni. Szemtanúi lesznek annak, ahogy a Figyelők, valójában humanoid lények, akik a ketrec lakóit utánozzák. A lények dühösen reagálnak Madeline és Mina távollétére. A páros visszatér a Ketrecbe, és Madeline elmagyarázza; a "Figyelők" egy ősi lényekből álló faj ("Alakváltók" vagy "Tündérek"), akik megpróbálják megtanulni utánozni az embereket. A Figyelők, akiket feldühít, hogy Mina ismételten megszegi a szabályokat, megpróbálnak betörni a Ketrecbe. A csoport felfedez egy rejtett ajtót, amely egy másik bunkerbe vezet a Ketrec alatt, tele felszereléssel, köztük egy számítógéppel, amelyen a Ketrecet létrehozó professzor videónaplói vannak. Felfedezte a Figyelőket, és tanulmányozni akarta őket, de hamar rájött, a vártnál jobban utánozzák őt; elfogott egy Figyelőt, és kötődni kezdett hozzá. Az utolsó naplóbejegyzésben a levert professzor elmagyarázza, hogyan meneküljön ki az erdőből, és kéri, hogy az egyetemi átiratát semmisítsék meg; a videó végén visszatér a Ketrecbe, ahol megöli az elfogott Figyelőt és saját magát.
Másnap a csoport észreveszi, a Ketrecet kirámolták, és úgy döntenek, a professzor tanácsát követve elmenekülnek; sötétedés után eljutnak egy folyóhoz és egy csónakhoz. Egy Johnnak álcázott éjjeliőr ráveszi Dánielt, hogy segítsen neki, és az éjjeliőrök megölik Dánielt. Minának, Madeline-nak és Ciarának sikerül elmenekülnie az erdőből.
Mina a professzor egyetemére megy, hogy megsemmisítse a jegyzeteit, és ott rájön, a Figyelők egykor békében éltek az emberiséggel, amíg ki nem tört egy háború, amely rejtőzködésre kényszerítette őket. Felfedezi a félig ember, félig Figyelő hibrideket is, akik nappal képesek felfedezni a világot. Mina meglátogatja Cirát az otthonában, és megmutatja neki az irodában talált fényképeket, amelyekből kiderül, hogy Madeline a Professzor felesége volt, aki meghalt, mielőtt belépett volna az erdőbe, ennek következtében Madeline-t, a Figyelőt a professzor foglyul ejtette a bunkerben.
Ciaráról kiderül, hogy Madeline, amikor az igazi Ciara megérkezik a házba. Madeline egy sorozatban változtatja meg az alakját: Ciara, Madeline, John, majd Daniel; eszméletlenre veri Ciarát, majd megtámadja Minát, és elárulja, mindig is el akart szökni az erdőből, és most Minát akarja utánozni. Mina rájön, hogy Madeline félig Figyelő hibrid, és meggyőzi, tegye félre az emberekkel szembeni haragját. Madeline szárnyakat növeszt és távozik.
Később Mina kibékül nővérével, Lucyval. Eközben Madeline egy embergyerek formájában vigyáz Minára.

## Szereplők
| Szerep            | Színész           | Magyar hang    |
| ----------------- | ----------------- | -------------- |
| Mina / Lucy       | Dakota Fanning    | Földes Eszter  |
| Ciara             | Georgina Campbell | Lamboni Anna   |
| Madeline          | Olwen Fouéré      | Pálos Zsuzsa   |
| Daniel            | Oliver Finnegan   | Borbíró András |
| John, Ciara férje | Alistair Brammer  | Konfár Erik    |
| Kilmartin         | John Lynch        | Forgács Péter  |

### Magyar változat
- Magyar szöveg: Tóth Tamás
- Hangmérnök: Gábor Dániel
- Vágó: Sári-Szemerédi Gabriella
- Gyártásvezető: Cabello-Colini Borbála
- Szinkronrendező: Nikodém Zsigmond
- Produkciós vezető: Hagen Péter

A szinkront a Mafilm Audio Kft. készítette el.

## A film készítése
2023 februárjában a New Line Cinema bejelentette, hogy elkészíti A figyelők című filmet, amelyet Ishana Night Shyamalan ír és rendez nagyjátékfilmes rendezői debütálásában. Áprilisban Dakota Fanning és Georgina Campbell csatlakozott a stábhoz. A forgatásra 2023 júliusa és szeptembere között került sor Dublinban, Wicklowban és Galwayben. Július közepén a produkció ideiglenes megállapodással folytatta a forgatást a 2023-as SAG-AFTRA sztrájk ideje alatt. A filmet Ishana apja, M. Night Shyamalan finanszírozta, és 30 millió dollárért adta el a Warner Bros.-nak.